# 유길촌
유길촌(柳吉村, 1940년 7월 3일~2022년 4월 27일)은 대한민국의 방송연출가, 공연제작자이다.
본관은 전주이며 일제 강점기 전북특별자치도 완주에서 출생이다. 일제 강점기 말기 충청남도 서산에서 잠시 유아기를 보낸 적이 있다.
대표작으로는 드라마 '여인열전-장희빈'(1981) '조선왕조 500년 임진왜란'(1985∼1986) '수사반장'(1971∼1989) '최후의 증인'(1987) 등이 있다.
최불암과는 동갑내기 친구였으며 이 영향으로 전원일기에 동생 유인촌을 출연시켰다. 또한 조선왕조 오백년의 연출자였는데 그 직위를 이용해 동생 유인촌을 조선 인조 역할로 캐스팅했다.

## 학력
- 완주중학교 졸업
- 한성고등학교 졸업
- 고려대학교 국어국문학과 중퇴
- 고려대학교 국어국문학과 명예졸업

## 경력
- 1960년 드라마 센터 창립 공연 조연출 입문하여 연출가 데뷔
- 1961년 예그린 악단 연출부 차장
- 1962년 연극연출가 정식 데뷔
- 1962년 연극평론가 등단
- 1962년 음악평론가 등단
- 1962년 미술평론가 등단
- 1967년 TBC 동양방송 PD 입사
- 1969년 MBC 문화방송 PD 이적 입사
- 1975년 한국TV문화연구회 회장
- 1980년 저축추진중앙위원회 방송자문위원
- 1984년 한국천주교 100주년 홍보자문위원
- 1987년 서울랜드 건립자문위원
- 1988년 한국세계성체대회 행사 연출
- 1989년 MBC 문화방송 PD 퇴임
- 1989년 중앙대학교 전임교수
- 1990년 동국대학교 전임강사
- 1991년 MBC 방송문화연구원 연출과정 전임교수
- 1992년 MBC 미술센터 사장
- 1993년 대전EXPO 대극장 대형영상 기획 및 연출
- 1994년 서울 정도 600년 종합전시관 총괄 큐레이터
- 1994년 "고려대 문과인의 밤 특별행사" 제2집행위원장
- 1998년 MBC 미술센터 사장 직위 퇴임
- 1999년~2002년 5월: 극단 유시어터 대표
- 2000년~2002년: 제3대 영화진흥위원회 위원장

## 작품
- 1962년 연극 연출 《원효대사》
- 1962년 연극 평론 《극작가 셰익스피어 희곡 작품이 상연된 1930년대 영국과 미국의 상반적 반응》
- 1962년 음악 평론 《모차르트와 베토벤과 슈베르트의 음악적 공통점》
- 1962년 미술 평론 《고흐·테오 형제와 고갱의 쌍방 내면적 라이벌 관계》

## 방송
- 1981년 MBC 드라마《장희빈》 연출
- 1984년 MBC 드라마《애처일기》연출
- 1987년 MBC 드라마《부초》연출
- 1987년 MBC 드라마《최후의 증인》연출

## 에피소드
- 유길촌의 아버지는 유탁(1919년생)이고 어머니는 박금순(1922년생)인데 유탁은 1988년 칠순 때에 칠순잔치를 안 하고 히말라야 등산을 하였다고 전한다.[2]

## 가족
- 아버지: 유탁
- 어머니: 박금순
- 동생: 유인촌 (1951년 3월 20일 ~ ), 배우, 정치인.
- 동생: 유경촌 (1962년 9월 4일 ~ 2025년 8월 15일), 가톨릭 주교.

## 인맥
- 배우 최불암, 시인 김지하, 소설가 김승옥 등과 절친한 사이이다.